# Cantón Gualaceo
Cantón Gualaceo är en kanton i Ecuador.   Den ligger i provinsen Azuay, i den södra delen av landet, 300 km söder om huvudstaden Quito.